# Zaginiony świat (powieść Arthura Conana Doyle’a)
Zaginiony świat (ang. The Lost World) – powieść przygodowa, z elementami fantastyki naukowej i fantasy, napisana przez Artura Conana Doyle’a i wydana w 1912 roku.
Inspiracją dla autora była prawdopodobnie południowoamerykańska góra Roraima.
Dalsze losy prof. Challengera i innych bohaterów tej książki Conan Doyle przedstawił w książkach: Trujące pasmo (The Poison Belt, 1913), Tajemnicze krainy (The Land of Mist, 1926), The Disintegration Machine (1927) i When the World Screamed (1928).
Pierwszy polski przekład powieści, pt. Zaginiony świat, tłumacza skrywającego się pod ps. M.G., ukazał się w odcinkach (w latach 1912-1913) w tygodniku ilustrowanym dla dzieci i młodzieży Wieczory Rodzinne a następnie w 1913 został on wydany w formie książkowej, pt. Świat zaginiony : opowieść o zdumiewających przygodach profesora Jerzego Challengera, lorda Johna Roxtona, profesora Summerlee i pana Edwarda Malone, członka red. "Gazety Porannej". Następny, anonimowy przekład (tłumacza skrywającego się pod ps. A. Spero) został wydany w 1926 pt. Świat zaginiony. Powieść była przekładana także przez Agnieszkę Kuligowską (I wyd. 1995).

## Fabuła

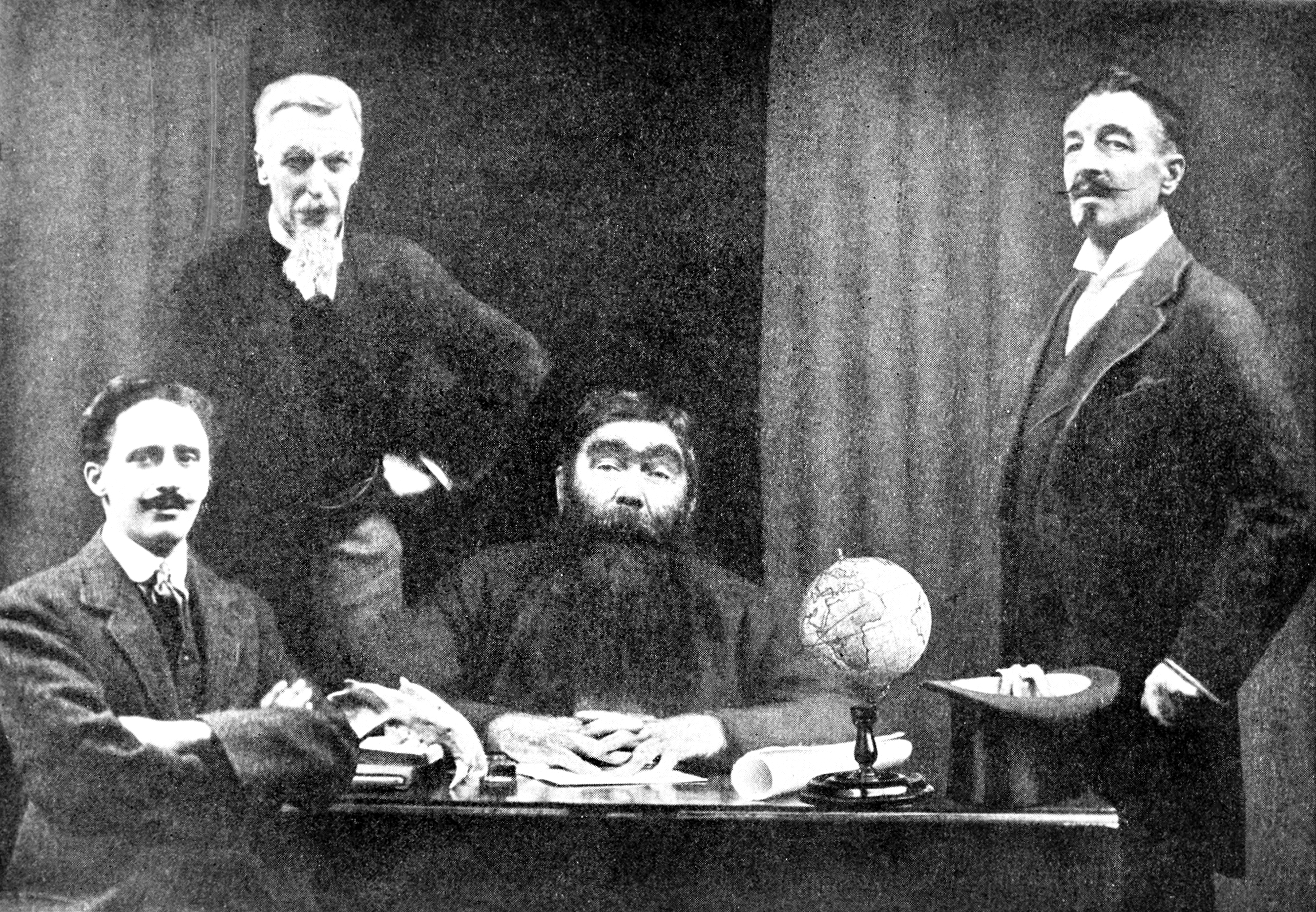
Ilustracja z pierwszego wydania powieści, przedstawiająca członków wyprawy do zaginionego świata - od lewej: E. D. Malone (Daily Gazette), profesor Summerlee, profesor G.E. Challenger, lord John Roxton.

Książka opowiada o przygodach grupy podróżników uwięzionych na położonym w Ameryce Południowej tajemniczym płaskowyżu, całkowicie odizolowanym od świata. Specyficzne położenie sprawia, że na płaskowyżu do czasów współczesnych przetrwały relikty zamierzchłej przeszłości – m.in. dinozaury i ludzie pierwotni.
Bohaterowie – ekscentryczny biolog, profesor George Challenger, dziennikarz Edward Malone, profesor Summerlee oraz poszukiwacz przygód i były żołnierz lord John Roxton, zmagają się z zamieszkującymi wyżynę małpoludami oraz prehistorycznymi gadami.
Pochwyceni przez plemię małpoludów, uciekają, po czym wspólnie ze szczepem żyjących na wyżynie ludzi (indian) pokonują małpoludy i ostatecznie wracają do Londynu z trofeami, w tym żywym pterodaktylem będącym koronnym dowodem prawdziwości ich słów.

## Bestiariusz
Prehistoryczne zwierzęta, z którymi stykają się bohaterowie na kartach powieści lub przynajmniej są wzmiankowane jako żyjące na wyżynie:
- małpoludy (w sprawozdaniu z wyprawy dla członków Instytutu Zoologii Summerlee stwierdza, że wyewoluowały one z pitekantropa jawajskiego)
- niezidentyfikowany teropod; Challenger i Summerlee spekulowali, że mógł to być allozaur lub megalozaur, bądź każdy większy drapieżny dinozaur (bohaterowie stykają się z teropodami różnej wielkości – w rozdziale XI ich obóz atakuje zwierzę nie wyższe od konia, zaś w rozdziale XV kryjówki Indian atakują dwa niewiarygodnie duże, większe od największego słonia teropody. W powieści nie jest wyjaśnione, czy są to zwierzęta z różnych gatunków, czy przedstawiciele tego samego gatunku w różnym wieku).
- Iguanodon
- Stegosaurus
- Phorusrhacos

- Pterodactylus
- niezidentyfikowany plezjozaur
- niezidentyfikowany ichtiozaur

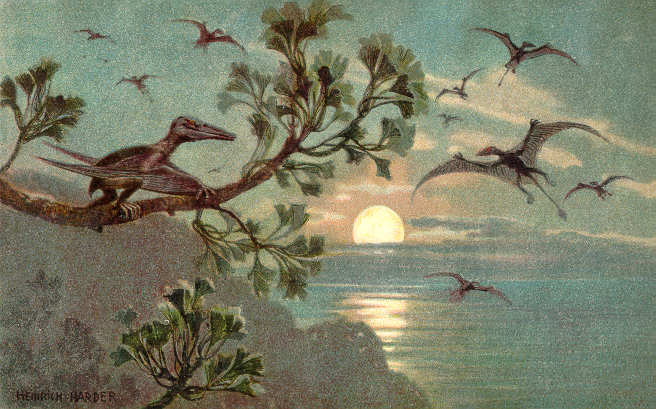
Pterodaktyle.

- niezidentyfikowany zielony wąż wodny
- niezidentyfikowany wąż, którego zrzucona skóra była purpurowa i miała pięćdziesiąt jeden stóp
- niezidentyfikowane białe zwierzę, żyjące na mokradłach i fosforycznie świecące w ciemności; Summerlee w czasie składania sprawozdania z wyprawy dla członków Instytutu Zoologii stwierdza, że najprawdopodobniej jest to jakiś ssak
- zwierzę podobne do olbrzymich pancerników (prawdopodobnie Glyptodon)
- jeleń z wielkimi gałęziami rogów; (...) żaden łoś nie sięgnąłby mu nawet do ramienia (prawdopodobnie jeleń olbrzymi)
- Toxodon
- olbrzymie żółwie
- niezidentyfikowane płaskie stworzenie, podobne do pulsującego życiem dywanika z czarnej, oślizgłej skóry
- wielka czarna ćma, którą Indianie uważają za bardzo jadowitą

## Adaptacje ekranowe i odniesienia w kulturze
Utwór był wielokrotnie filmowany, po raz pierwszy w 1925 r. (ta ekranizacja do dziś pozostaje prawdopodobnie najsłynniejszą; nad efektami specjalnymi pracował Willis O’Brien, który później pracował też m.in. przy King Kongu z 1933 r.).
Popularność w ostatnich latach przyniósł mu serial telewizyjny z lat 1999–2002 oraz wyprodukowany przez BBC miniserial z 2001 r., z Bobem Hoskinsem, Jamesem Foksem i Peterem Falkiem w rolach głównych.
Do tytułu powieści Conan-Doyle’a nawiązuje bestseller Michaela Crichtona Zaginiony Świat, będący drugą częścią powieści Park Jurajski.